# رابعة العدوية (مدينة نصر)
منطقة رابعة العدوية، هي أرقي المناطق الأهلية في مدينة نصر، وتعرف كذلك بالمنطقة الأولى، شهدت المنطقة اعتصام أنصار جماعة الإخوان المسلمون أثناء مظاهرات 30 يونيو.

## تاريخ المنطقة
كانت المنطقة الأولى بمثابة صحراء قاحلة حتى أواخر السبعينيات من القرن المنصرم، حين جاءت بعض العائلات واستوطنت فيها، وقامت ببناءالعديد من العقارات والمرافق، بيد أنه لا يزال الطابع العسكري مميزا للمنطقة ممثلا في قربها من معسكرات تدريب القوات المسلحة والمبنى الرئيسي لوزارة الدفاع المصرية.
و من أبرز المعالم الحضارية، بالمنطفة الأولى، المول (سوق ضخم متنوع) الشهير: جنينة مول الذي قد سمي بهذا الاسم الغريب بعض الشئ نسبة إلى صاحبه «محمد جنينة»، والذي كان شريكًا للحلوانى اليونانى «تسيباس» في أيام ما قبل التأميم، كما يوجد طيبة مول وهو أول مول بالمفهوم الحديث على مستوى الجمهورية ككل وشيدته الشركة المصرية الكويتية أواخر الثمانينات ويحتوي داري عرض سينيما تعملان على مدار الأسبوع.
وتعتبر فترة ما بعد حرب الخليج (بداية من عام 1990 إلى 1995 هي أكثر فترات التعمير ازدهارا في المنطقة الأولى نتيجة نزوح العديد من قاطنيها من دول الخليج والعودة للاستثمار العقاري عقب الحرب.
وتتسم المنطقة الأولى أو منطقة رابعة بسيمترية ملحوظة في أساليب البناء واتساق عام مميز عن باقي أحياء القاهرة الكبري.
وتوجد كل أنواع الخدمات في المنطقة الأولى حتى الفندقية (صفا إن)، كما تضم المقر الرئيسي لشركة الخدمات البترولية العاملة في الحقول المصرية، ومكتب العمل الخاص بمدينة نصر وفروع بنك مصر إيران والإتش إس بي سي والسي آي بي والبنك المصري البريطاني وبنك القاهرة والبنك الأهلي المصري وتوكيل شركة بيجو الفرنسية والشركة المصرية للغاز.
يحد المنطقة الأولى من جهة الشمال طريق صلاح سالم، ومن جهة الجنوب شارع مصطفى النحاس ومن الشرق شارع عباس العقاد الشهير جدا، ومن الغرب شارع الطيران أو ما أطلق عليه حديثا شارع الشيخ محمود شلتوت، وتتناثر الحدائق والمنتزهات في المنطقة على ديدن مدينة نصر بشكل عام.